# Bozoljin
Bozoljin (en serbe cyrillique : Бозољин) est un village de Serbie situé dans la municipalité de Brus, district de Rasina. Au recensement de 2011, il comptait 87 habitants.

## Démographie
| 1948 | 1953 | 1961 | 1971 | 1981 | 1991 | 2002 | 2011 |
| ---- | ---- | ---- | ---- | ---- | ---- | ---- | ---- |
| 274  | 323  | 376  | 369  | 264  | 172  | 129  | 87   |

|  |